# Metodo Copeland
Il metodo Copeland o il metodo di aggregazione a coppie di Copeland è un metodo Condorcet Smith-efficiente in cui i candidati sono ordinati in base al numero di vittorie a coppie, meno il numero di sconfitte a coppie.
Fu inventato da Ramon Llull nel suo trattato del 1299 Ars Electionis, ma la sua forma contava solo vittorie a coppie e non sconfitte (il che poteva portare a un risultato diverso nel caso di un pareggio a coppie).